# Overschiestraat

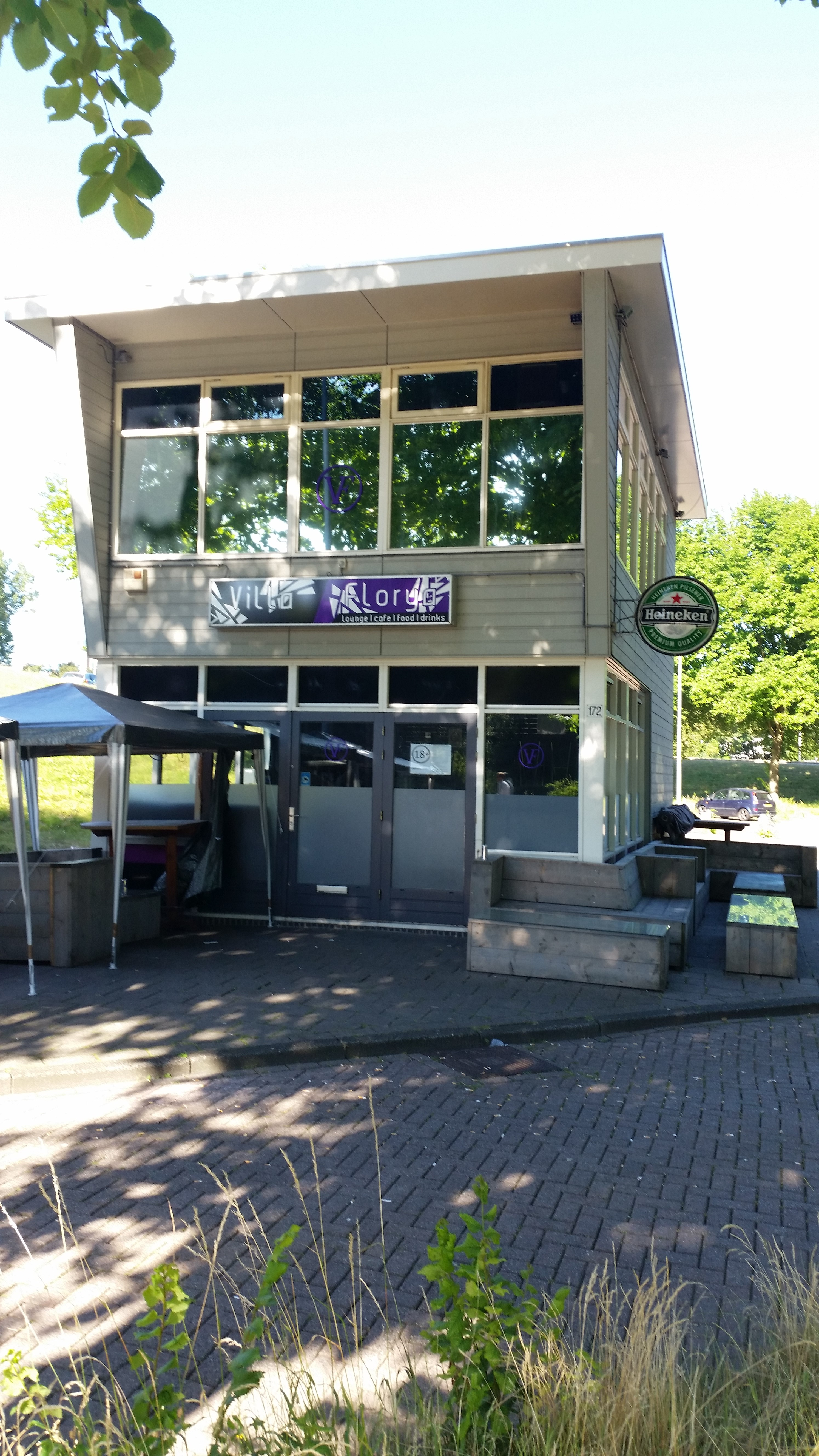
Overschiestraat 172 (juni 2018)

De Overschiestraat is een straat in de Delflandpleinbuurt West in de wijk Westlandgracht, Slotervaart, Amsterdam Nieuw-West

## Geschiedenis en ligging
De straat kreeg per raadsbesluit van 1 april 1959 haar naam; een vernoeming naar het dorp Overschie, later opgegaan in de conglomeratie Rotterdam. Meerdere straten in de omgeving zijn vernoemd naar plaatsen in Zuid-Holland en met name in het Westland. De straat kreeg op de plattegrond een onregelmatig stratenpatroon door allerlei bouwwerken. De straat werd keer op keer geherdefinieerd vanwege nieuwbouw, stadsuitbreiding en stadsontwikkeling.
De straat begint in het noorden aan de Rijswijkstraat als het verlengde van de Kwintsheulstraat. Ze loopt vervolgens zuidwaarts. Ze kruist de Voorburgstraat (gelijkvloerse kruising), Vlaardingenlaan (rotonde), Henk Sneevlietweg (ongelijkvloerse kruising met de Overschiebruggen) en voert in het zuiden middels de Overschiestraatbrug onder Rijksweg 10//Ringweg-West naar het oosten, waar ze eindigt op de Anthony Fokkerweg. Voor het overgrote deel loopt de Overschiestraat parallel aan die rijksweg.

## Gebouwen
Vanaf de jaren zeventig werd druk gebouwd langs de weg, waarbij allerlei moderne kantoorpanden uit de grond verrezen. Tussen al die nieuwbouw staan twee opmerkelijke gebouwen: huisnummer 55 en 172; twee totaal verschillende gebouwen.

### Overschiestraat 55
Het gebouw met huisnummer 55 (voorheen 3) is een reliek uit die jaren zeventig. Architect Frans van Gool ontwierp voor de Sociale Dienst Amsterdam een groot kantoorgebouw. Het gebouw, dat plaatselijk bekend staat als BH-gebouw, heeft een zogenaamde opgetilde gevel. Het gebouw heeft geen begane grond, anders dan de toegang. Die begane grond wordt in beslag genomen door parkeerplaatsen, daarboven zijn zes bouwlagen. Het uit gestandaardiseerde betonnen bouwelementen heeft aan voor- en achterzijde een golvend patroon, vandaar de vergelijking met een beha. Een rapport van de drie Amsterdamse instellingen vermeldt dat het gebouw van een dermate schoonheid en kwaliteit is dat het in toekomst in aanmerking zou kunnen komen voor de status gemeentelijk monument. Het was gedurende lange tijd met huisnummer 3 toch het "laatste" gebouw aan de oneven zijde van de straat. Het gebouw kreeg naar aanleiding van diezelfde golvingen de naam Gebouw Sinus.

### Overschiestraat 172
Tegenover alle kantoor- en fabrieksgebouwen is Overschiestraat 172 een opmerkelijke uitzondering. Het is een uit 1997 kleinschalig opgezet gebouw met horecabestemming. Het gebouw kon niet veel groter zijn aangezien het wordt ingeklemd door de op- en afritten van de kruising Overschiestraat en Henk Sneevlietweg, een zogenaamde Halfklaverbladaansluiting.